# Granite (Oklahoma)
Granite – miasto w Stanach Zjednoczonych, w stanie Oklahoma, w hrabstwie Greer.